# Иларион Печерский
Иларион (ум. 1074) — преподобный схимник Киево-Печерского монастыря.
Строгий аскет, ученик и соратник преподобного Феодосия Печерского, ошибочно отождествляемый некоторыми с митрополитом Иларионом Киевским. 
К нему относятся следующие слова Несторова «Жития преподобного Феодосия»: «беяше бо книгы хитр писати, по вся дни и нощи писаше книгы в келии блаженного отца нашего Феодосия» и «Чернец Ларион по вся дни и нощи писаше книги в келлии преподобного отца нашего Феодосия, оному Псалтирь поющу усты тихо, руками же прядущу волну, или ино что делающу». 
В одном сказании о житиях святых, составленном в XVIІ веке по древним надписям на досках, закрывавших пещеры с мощами, об Иларионе Печерском говорится следующее: «Преподобный Иларион схимник такого воздержания был, иже в неделю раз только и то мало что едал, ревнуючи преподобному Феодосию, бо и сожитель его был, молитв же и молений много, день и нощь, с коленопреклонением и слезами творяше, угодил Господу Богу». 
Мощи преподобного Илариона Печерского почивают в Феодосиевой пещере рядом с мощами Моисея Чудотворца и Пафнутия Затворника. 
Память преподобного Илариона совершается церковью 28 августа (совместно с другими преподобными Дальних пещер); 21 октября (вероятно, ради тезоименитства его преподобному Илариону Великому), 3 мая и во вторую неделю Великого поста.